# Kakuman-ji

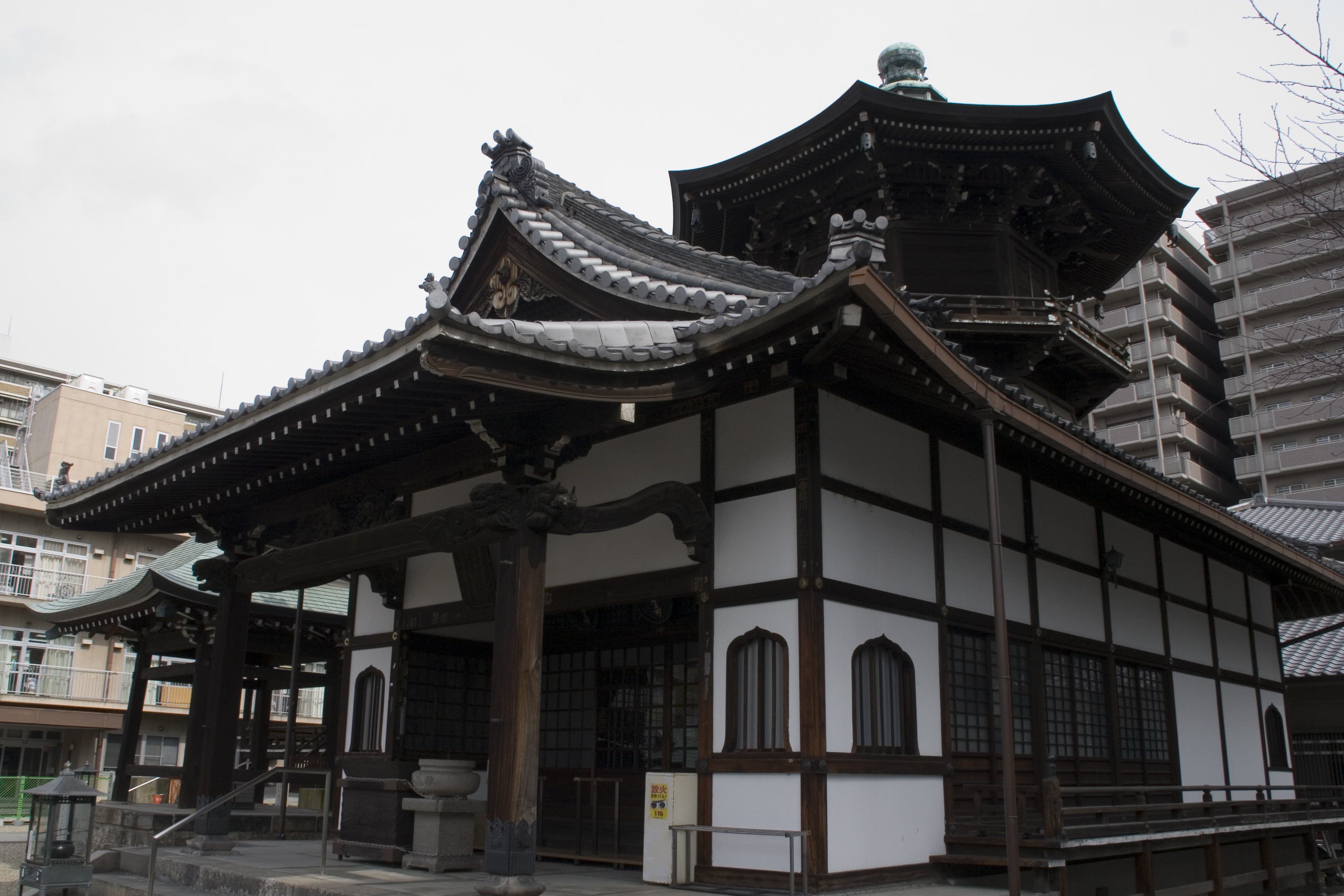
Kannon-Halle

Der Kakuman-ji (japanisch 鶴満寺) mit dem Bergnamen Unshōzan (雲松山) ist ein Tempel der Tendai-Richtung des Buddhismus im Bezirk Kitaku (北区) von Osaka. Er ist der 3. Tempel des Neuen Saigoku-Pilgerwegs.

## Geschichte

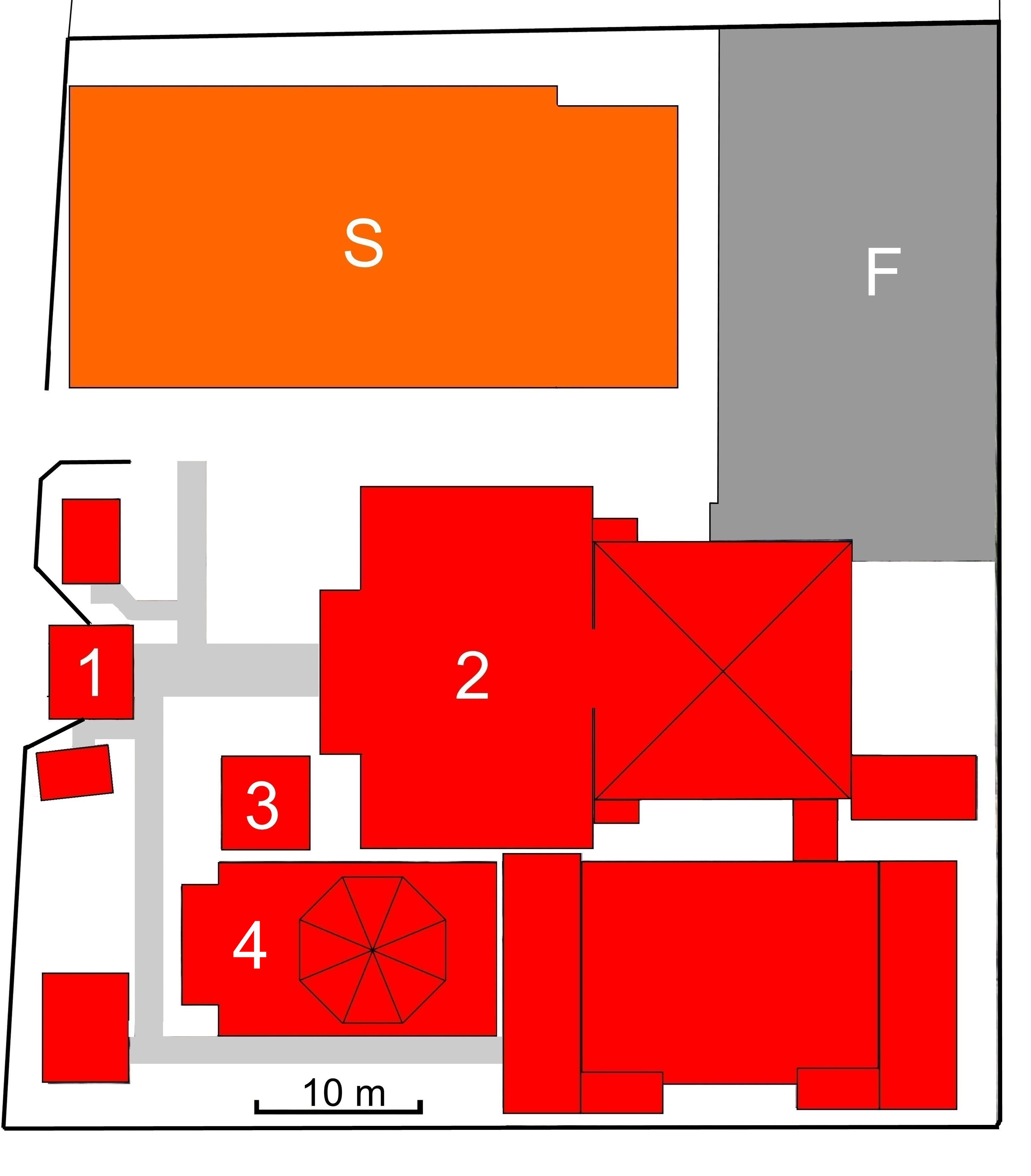
Plan des Tempels (s. Text)

Der Tempel stammt aus der Nara-Zeit, stand erst in der Provinz Kawachi, wurde dann 1753 in die Nagara (長柄)-Gegend von Osaka verlegt. Sein Name Kakumanji, bedeutet im Kyōto-Dialekt Tempel voller Kraniche, da sich die Kraniche dort versammelten. Der Tempel war auch berühmt für seine Kirschblüte.

## Anlage
Man betritt die Anlage von Westen her durch das einfache Tempeltor (山門 Sanmon; im Plan 1) und hat dann die Haupthalle (本堂 Hondō; 2) vor sich. Im Glockenturm  (鐘楼 Shōrō; 3) neben der Haupthalle hängt eine Glocke mit der Jahresangabe 10. Jahr Taihei (太平十年) in der Zeitrechnung der Liao-Dynastie, das ist das Jahr 1030. Die Glocke, die in Korea gegossen wurde, ist als Wichtiges Kulturgut Japans registriert. Die Glocke gehörte ursprünglich zum Fusai-ji (普済寺) in Ube (Präfektur Yamaguchi). Als der Tempel abgerissen wurde, war die Glocke lange Zeit in der Erde vergraben. Erst als der Chōshū-Han dort einen Damm anlegte, wurde sie entdeckt. Südlich der Haupthalle schließt die Kannon-Halle (観音堂 Kannon-dō; 4) an. Sie ist mit einem achteckigen Aufbau gekrönt.
Auf dem Friedhof (F) befindet sich das Grab des Haiku-Dichters Uejima Onitsura (1661–1738).
Im Norden steht auf dem Gelände das „Kakuman-ji Juraku-in“ (鶴満寺聚楽院), ein Altersheim (S).